# Virgínia (literatura latina)

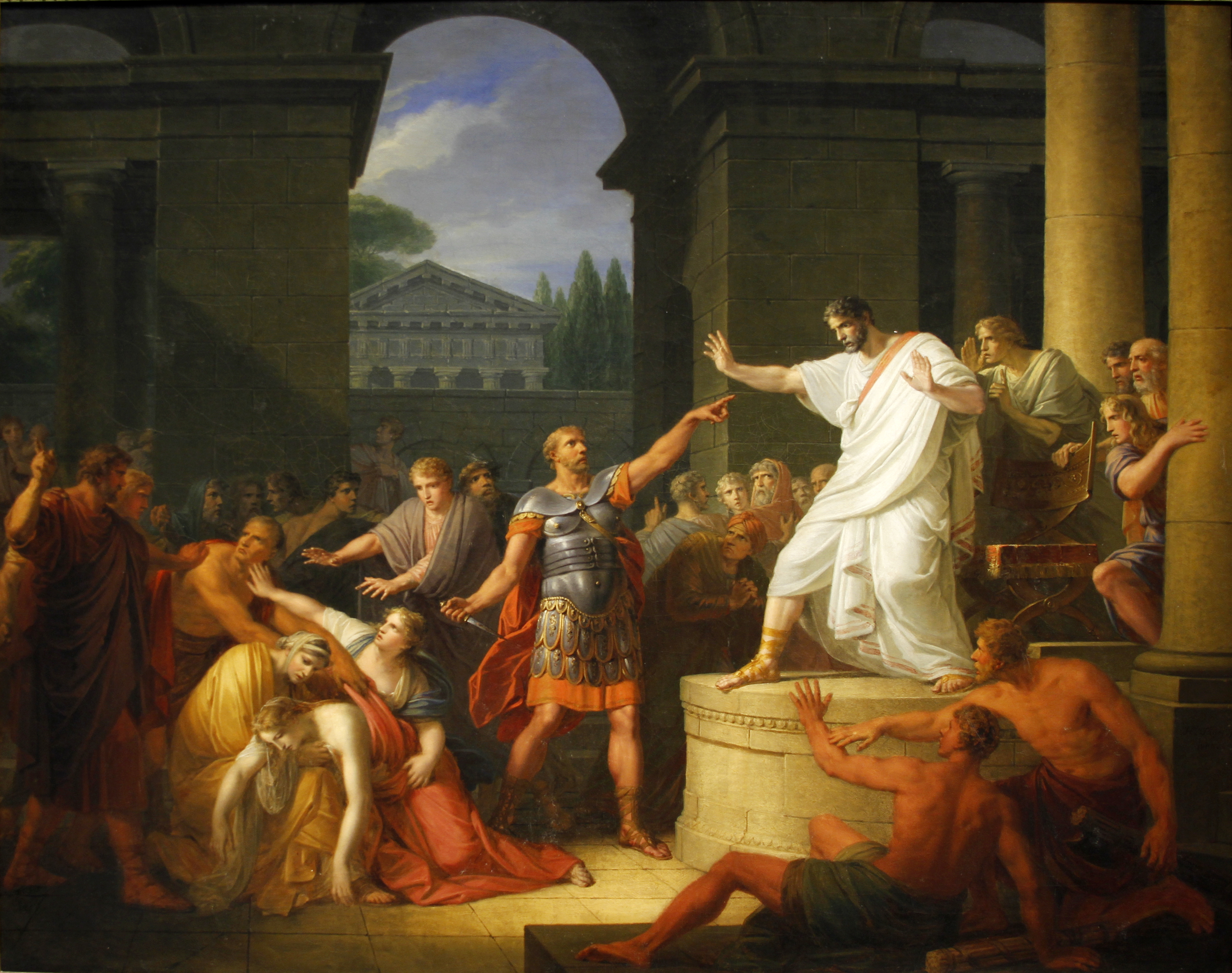
"A Morte de Virgínia", de Heinrich Friedrich Fuger, em Stuttgart, na Alemanha.

Virgínia ou Vergínia (c. 465 a.C. – 449 a.C. (16 anos)) foi uma romana da gente Vergínia citada numa história da Roma Antiga na obra Ab Urbe Condita de Lívio. Ela foi assassinada por seu próprio pai para não cair nas mãos do decênviro Ápio Cláudio, que a desejava. O escândalo ensejou o final do decenvirato e a eleição de novos cônsules em Roma.

## História
Durante o Segundo Decenvirato (450 a.C.), o povo romano já vinha demonstrando insatisfação com os decênviros por não convocarem rapidamente as eleições consulares, por aceitarem propina e outros abusos de poder. Na opinião da população, os decênviros estariam tentando retornar a poder autocrático dos reis de Roma, que haviam sido depostos apenas algumas décadas antes. 
Em 451 a.C., Ápio Cláudio passou a demonstrar interesse por Vergínia, uma bela plebeia, filha de Lúcio Vergínio, um respeitado centurião, que estava noiva de Lúcio Icílio, um antigo tribuno da plebe. Quando ela o rejeitou, Cláudio ordenou que um dos seus clientes, Marco Cláudio, alegasse que ela seria sua escrava. Ele então a sequestrou quando ela ia para a escola. A multidão presente no Fórum Romano se opôs, pois tanto Vergínio quanto Icílio eram homens bastante respeitados, e forçou Marco Cláudio a apresentar o caso perante os decênviros, que eram liderados justamente por Ápio Cláudio. Vergínio foi convocado de suas terras para defender sua filha e Icílio, depois de ameaçado, conseguiu que Vergínia fosse levada para casa enquanto a corte esperava pela presença de seu pai. Cláudio tentou que seus aliados interceptassem os mensageiros enviados para convocá-lo, mas eles chegaram tarde demais.
Quando Verginio chegou, dois dias depois, estava com seus aliados no Fórum. Cláudio, porém, não permitiu que ele falasse e declarou que Vergínia era, de fato, escrava de Marco Cláudio. Ápio Cláudio havia trazido consigo uma escolta armada e acusou os cidadãos ali reunidos de sedição. Os aliados de Vergínio então deixaram o Fórum para não aumentar a violência e Vergínio implorou pelo direito de questionar sua própria filha. Cláudio concordou, mas Vergínio então pegou sua faca e, no Templo da Vênus Cloacina, assassinou Vergínia por acreditar que aquela era a única forma de ela conservar sua liberdade. Vergínio e Icílio foram presos, mas seus aliados atacaram os lictores e destruíram suas fasces. O caos resultante levou à deposição dos decênviros e ao re-estabelecimento da normalidade na República Romana.

## Comentários
O próprio Lívio comparou esta história ao estupro de Lucrécia, que levou à deposição da monarquia romana em 509 a.C.. Esta mesma história foi recontada, com variados graus de fidelidade, em diversas obras da literatura ocidental, incluindo o "Conto do Médico", parte de "Os Contos de Cantuária", de Geoffrey Chaucer, em Lays of Ancient Rome, de Thomas Macaulay, e na peça "Ápio e Virgínia", de John Webster & Thomas Heywood. Virgínia foi mencionada também por Tito Andrônico. 